# Crotonia ovata
Crotonia ovata är en kvalsterart som beskrevs av Olszanowki 2000. Crotonia ovata ingår i släktet Crotonia och familjen Crotoniidae. Inga underarter finns listade i Catalogue of Life.